# オハイオ川

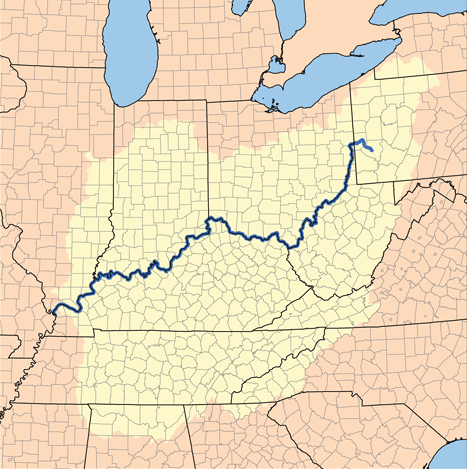
オハイオ川の流路と流域

オハイオ川（オハイオがわ、Ohio River）は、アメリカ合衆国中東部を流れる川。ミシシッピ川の主要な支流のひとつである。全長は1,579km。川はペンシルベニア州ピッツバーグに始まり、イリノイ州カイロでミシシッピ川に合流して終わる。
オハイオ川は歴史的に重要な川である。流域一体のネイティブ・アメリカンたちは、この川を主要交通手段としていた。入植した白人は河岸にいくつもの河港をつくり、都市を建設して水上交通の拠点とし、流域の豊富な鉄鉱石や石炭を利用して産業を興した。また南北戦争前には、南部の黒人奴隷にとってこの川を渡ることは「自由への道」を意味していた。

## 流路
オハイオ川はペンシルベニア州ピッツバーグを起点としている。ピッツバーグのダウンタウンにあるポイント州立公園（Point State Park）でアレゲニー川とモノンガヒラ川が合流し、オハイオ川という名称に変わる。
ピッツバーグからしばらくペンシルベニア州内を北西に流れた後、ペンシルベニア・オハイオ・ウェストバージニアの3つの州境に達する。そこから南西へと流路を変え、オハイオ・ウェストバージニア州境を形成する。オハイオ・ウェストバージニア・ケンタッキーの州境に達すると北西へと流路を変える。
オハイオ・ケンタッキー州境を形成しながらシンシナティ付近で南西へと流路を変え、ケンタッキー州とインディアナ、イリノイの各州との州境を形成し、イリノイ州カイロのディファイアンス砦州立公園（Fort Defiance State Park）でミシシッピ川に合流する。合流点はケンタッキー・イリノイ・ミズーリ3州の州境になっている。

## 流域の州
オハイオ川の流域面積は490,603km2で、日本国土の約1.3倍にあたる。流域はアメリカ合衆国中東部の大部分を占め、南部にもまたがる。川は次のような州を流れ、その流路のほとんどは州境を形成している。
- ペンシルベニア州
- オハイオ州
- ウェストバージニア州
- ケンタッキー州
- インディアナ州
- イリノイ州

ミズーリ州はオハイオ川とミシシッピ川との合流点のみで、オハイオ川に流れ込む川が1本もないためオハイオ川流域には含まれない。オハイオ川流域に含まれる各支流のうちテネシー川が最大の支流であり、以下の多くの州が流域となっている。
- テネシー州 - 州の大部分がテネシー川流域である。
- バージニア州 - アパラチア山脈の西側がテネシー川流域に含まれる。
- ノースカロライナ州 - アパラチア山脈の西側がテネシー川流域に含まれる。
- ジョージア州 - テネシー州との州境付近がテネシー川流域に含まれる。
- アラバマ州 - 州北部がテネシー川流域に含まれる。
- ミシシッピ州 - テネシー・アラバマ両州との3州境界付近がわずかにテネシー川流域に含まれる。

オハイオ川、テネシー川以外のオハイオ川流域には次のような州も含まれる。
- ニューヨーク州 - ペンシルベニア州との州境付近でアルゲイニー川の源流となっている。そのため州南西部が少しだけオハイオ川流域に属する。
- メリーランド州 - 州極西部、ウェストバージニア州との州境付近がわずかに含まれる。

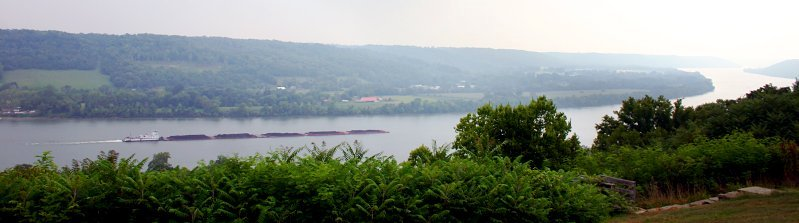
オハイオ州リプリー付近を流れるオハイオ川

## 河岸の主要都市
古くから重要な水上交通路であり、また流域には鉄鉱石や石炭などの天然資源が豊富であったことから、河岸にあった多くの町が港湾都市・工業都市として発達した。
- ピッツバーグ
- ホイーリング
- パーカーズバーグ
- ハンティントン
- アシュランド
- シンシナティ
- コビントン
- ルイビル
- エバンズビル
- カイロ

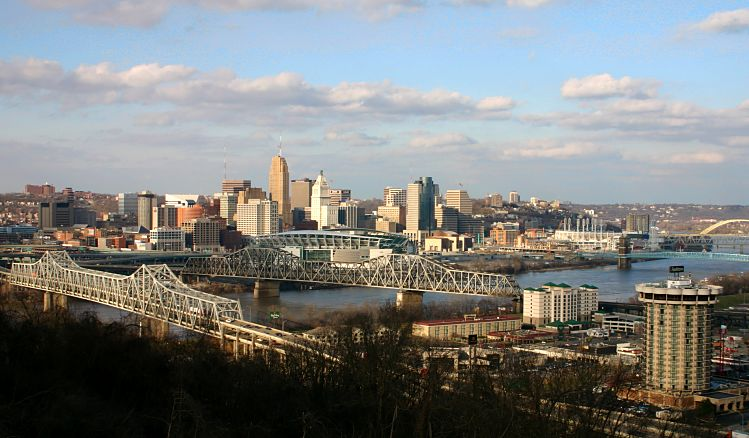
シンシナティ

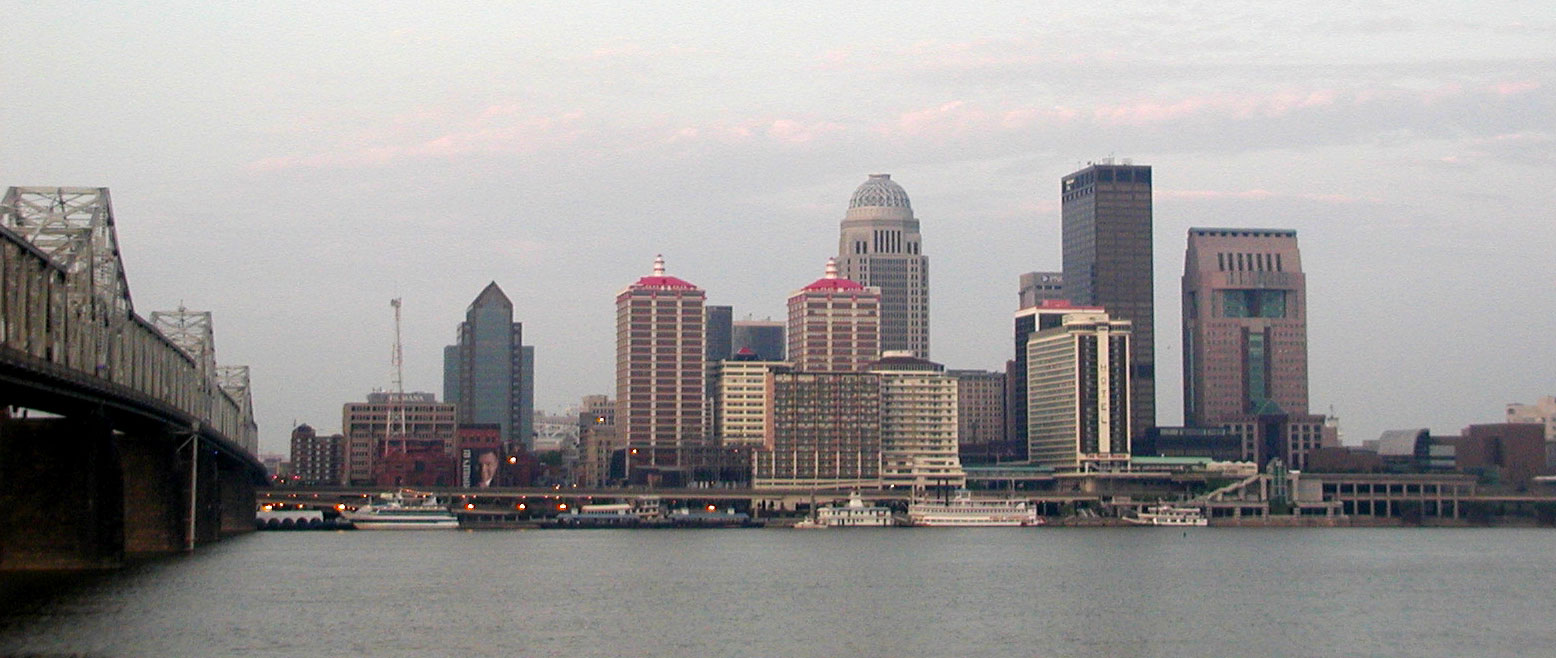
ルイビル

オハイオ川沿岸の都市・町村の完全な一覧については、英語版Wikipedia、en:List of cities and towns along the Ohio Riverを参照。

## 歴史
ヨーロッパ人が入植するはるか以前から、ミシシッピ川の全支流中最大の水量を有するオハイオ川はネイティブ・アメリカンたちにとっての重要な水上交通路であった。今日ピッツバーグ位置するアレゲニー川とモノンガヒラ川の合流点は、この地に住むネイティブ・アメリカンにとっても、西への進出を図る入植者たちにとっても重要な地であった。イギリスはこの2本の川の合流点を軍事戦略的に重要な地と位置付け、この地に砦を建設した。
1749年5月19日、イギリス王ジョージ2世はこの2本の川の合流点を中心とした約800km2の土地をオハイオ会社に与えた。ペンシルベニア・バージニア両植民地の入植者たちはこの地を探索し、ネイティブ・アメリカンたちと交易を行なった。一方、かねてよりオハイオ川流域の領有権を主張していたフランスもこの地に砦を建てた。やがてイギリス・フランスの対立が激化し、フレンチ・インディアン戦争を引き起こした。イギリスはこの戦争に勝利を収め、オハイオ川流域の領有権を獲得した。

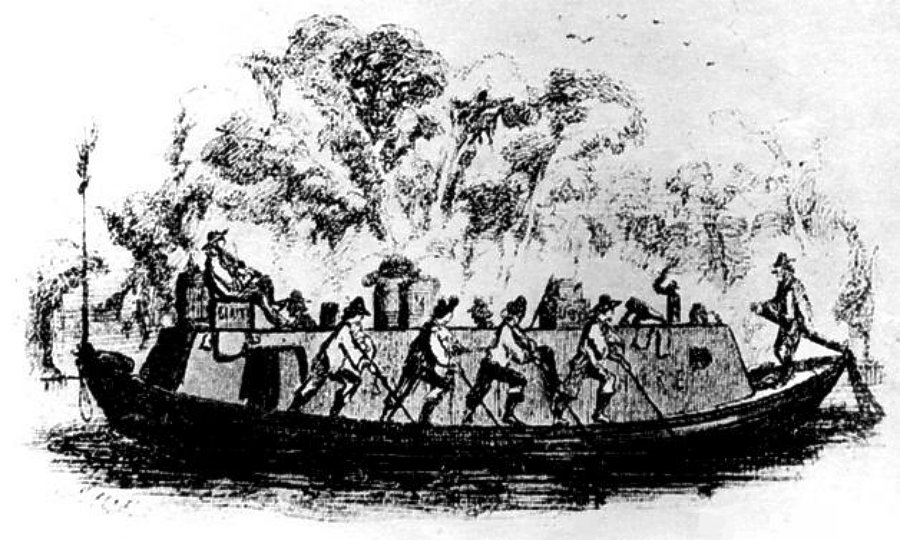
18世紀末頃にオハイオ川で使われていたkeelboat

西へと流れるオハイオ川は、入植者たちの西進に都合が良かった。入植者たちはこの川を利用してペンシルベニア植民地西部から下流へと船を進め、ミシシッピ川との合流点に達すると、今度は。ミズーリ川とミシシッピ川が合流するセントルイスを目指してミシシッピ川を上流へと遡った。そこからさらにミズーリ川を遡ることで、入植者たちはさらに西へと進路を進めることができた。
オハイオ川唯一の急流域にはルイビルという都市が創設された。フォールズ・オブ・ザ・オハイオ（Falls of the Ohio）と呼ばれるこの急流域は約3.2kmの区間内で約8mを下り、初期の水上交通における天然の要害となっていた。河床はデボン紀に形成された石灰石で、化石を多く含んでいる。船を通しやすくするため、ルイビルにはこの急流域を避けてオハイオ川初の閘門が設けられた。現在では、この場所にはマクアルパイン閘門（McAlpine Locks and Dam）が設置されている。また、フォールズ・オブ・ザ・オハイオは1980年に野生生物保護区に指定された。
18世紀末から19世紀にかけて、オハイオ川では通商目的の船が行き来していた。この頃、川では主にkeelboat（en:Keelboat）が用いられていた。オハイオ川を下りきった船はそのままミシシッピ川を下り、ニューオーリンズの港を目指した。ニューオーリンズからさらに川を下ってメキシコ湾を渡り、アメリカ大陸のほかの港やヨーロッパへと船を進めることもあった。こうした水上交通の発達により、オハイオ川流域には東からアパラチア山脈を越える長く険しい山道に代わる、西からの新しい物資供給路が確立した。この地域におけるニューオーリンズ港の需要が高まったことは、1803年のルイジアナ買収へとつながった。
19世紀初頭、河岸のイリノイ州ケイブ・イン・ロック（Cave-In-Rock）に海賊の本拠が置かれた。海賊たちは川を行き交う船を襲い、乗組員を殺して積荷を奪い、その船を川に沈めた。

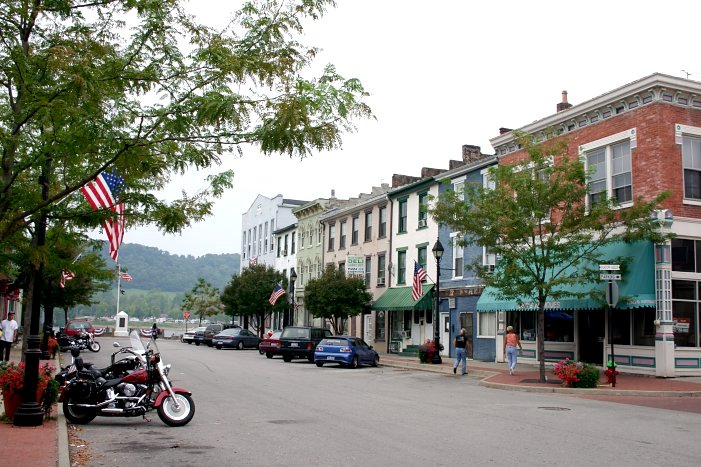
リプリーのメイン・ストリートはオハイオ川を終点としている。かつて、この町は奴隷解放組織「地下鉄道」の重要な拠点であった。

オハイオ川はまた、南部の黒人奴隷たちにとっては重要な意味を持つ川であった。オハイオ、インディアナ、イリノイ各州の南の境界線であるこの川は、そのまま北部の自由州と南部の奴隷州の境界線でもあった。南部の黒人奴隷たちは自由を求めてこの川を船で、または氷の張った時期に渡った。これら3州、特にオハイオ州の河岸には、こうして川を渡ってきた奴隷たちをかくまい、さらに北へ、時にはカナダへの亡命を手助けする、「地下鉄道」と呼ばれる秘密組織の拠点となっていた町がいくつも存在した。今日では、この川はただ単に五大湖周辺の州と南部の州とを分ける境界線としてのみ認識されている。
かつて、バージニア植民地はオハイオ川の領有権を定めてはいなかったが、対岸はバージニア植民地のものとされ、事実上川全体がバージニア植民地の領有権のもとにあるものと解釈されていた。その解釈はケンタッキー州とウェストバージニア州がバージニア州から分割し、州に昇格してもその2州に受け継がれ、オハイオ川が州境を流れる箇所では川全体が川の南側の州に属するものとされていた。しかし、1980年にケンタッキー州がインディアナ州側に建てられた原子力発電所をめぐって訴訟を起こした際、合衆国最高裁判所はケンタッキー州の領有権を1793年時点での低水位時の河岸までとし、訴えを退けた。これは同時にウェストバージニア州の領有権も川には及ばないことを事実上示唆したものであり、バージニア植民地時代からの解釈が覆された。1990年にも、ケンタッキー州はイリノイ州メトロポリスのカジノの税収をめぐって裁判を起こした。

## 地質学
地学的には、オハイオ川は若い部類に入る川である。川が成立したのは約250万-300万年前である。最初の氷期にあたるこの頃、北を流れる川はせき止められていた。その中で最大の川であったテイズ川（Teays River）は現在のオハイオ川のもとであったとされている。テイズ川は氷河に吸収され、あるいは流路の変更で跡地に湖や谷を形成した。

### 上流域
オハイオ川の上流域は、氷河湖が南のテイズ川に流れ出したことによって形成された。それ以前は、北に流れるステューベンビル川（Steubenville River）が存在していた。一方、南にはマリエッタ川（Marietta River）が流れていた。あふれた氷河湖はこの2本の川を分ける丘を削り取り、1本の川につなげた。あふれ出した水は谷を広げ、川幅を広げた。こうして形成された川幅の広い川は、氷河期が終わると周囲の氷河湖や溶け出した氷河を干上げた。谷は氷河期が来るたびに広がっていった。なお、ステューベンビル川、マリエッタ川のいずれの川も現存しない。
オハイオ川上流域が形成されると、周囲の小さな川はその流路を変え、あるいは干上がって谷になった。干上がった川の跡地としての谷は、オハイオ州南東部からウェストバージニア州北西部にかけての衛星写真や航空写真でも目にすることができる。これらの写真では丘の頂上にもこうした谷を見ることができ、大きな流路の変化が起こったことの有力な証拠となっている。

### 中流域
上流域同様、オハイオ川の中流域も氷河によって形成された。氷河期、北へと流れていた川は今日のルイビル付近でせき止められ、大きな湖を形成した。やがて南西へと流れ出した川はミシシッピ川へとつながり、上流域と中流域が合わさって現在のオハイオ川を形成した。